# Ummidia
Genre
Synonymes
- Pachylomerus Ausserer, 1871 nec Bertolini, 1849
- Sterrhochrotus Simon, 1892
- Pachylomerides Strand, 1934

Ummidia est un genre d'araignées mygalomorphes de la famille des Halonoproctidae.

## Distribution
Les espèces de ce genre se rencontrent en Amérique, en Europe du Sud, en Afrique du Nord et en Asie centrale.

## Paléontologie
Ce genre est connu depuis le Paléogène.

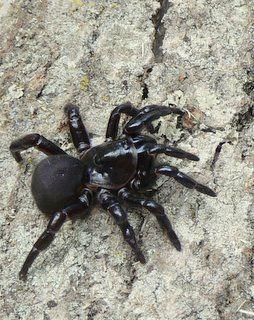
Ummidia

## Liste des espèces
Selon World Spider Catalog (version 26, 08/07/2025) :
- Ummidia aedificatoria (Westwood, 1840)
- Ummidia algarve Decae, 2010
- Ummidia algeriana (Lucas, 1846)
- Ummidia anaya Godwin & Bond, 2021
- Ummidia asperula (Simon, 1889)
- Ummidia audouini (Lucas, 1836)
- Ummidia beatula (Gertsch & Mulaik, 1940)
- Ummidia brandicarlileae Godwin & Bond, 2021
- Ummidia carabivora (Atkinson, 1886)
- Ummidia carlosviquezi Godwin & Bond, 2021
- Ummidia cerrohoya Godwin & Bond, 2021
- Ummidia colemanae Godwin & Bond, 2021
- Ummidia cuicatec Godwin & Bond, 2021
- Ummidia dudkoi Zamani & Fomichev, 2025
- Ummidia erema (Chamberlin, 1925)
- Ummidia ferghanensis (Kroneberg, 1875)
- Ummidia frankellerae Godwin & Bond, 2021
- Ummidia funerea (Gertsch, 1936)
- Ummidia gabrieli Godwin & Bond, 2021
- Ummidia gandjinoi (Andreeva, 1968)
- Ummidia gertschi Godwin & Bond, 2021
- Ummidia gingoteague Godwin & Bond, 2021
- Ummidia glabra (Doleschall, 1871)
- Ummidia hondurena Godwin & Bond, 2021
- Ummidia huascazaloya Godwin & Bond, 2021
- Ummidia insularis Santos, Ortiz & Sánchez-Ruiz, 2022
- Ummidia macarthuri Godwin & Bond, 2021
- Ummidia matagalpa Godwin & Bond, 2021
- Ummidia mercedesburnsae Godwin & Bond, 2021
- Ummidia mischi Zonstein, 2014
- Ummidia modesta (Banks, 1901)
- Ummidia neblina Godwin & Bond, 2021
- Ummidia neilgaimani Godwin & Bond, 2021
- Ummidia nidulans (Fabricius, 1787)
- Ummidia okefenokee Godwin & Bond, 2021
- Ummidia paulacushingae Godwin & Bond, 2021
- Ummidia pesiou Godwin & Bond, 2021
- Ummidia picea Thorell, 1875
- Ummidia pupulae Dupérré & Tapia, 2025
- Ummidia pustulosa (Becker, 1879)
- Ummidia quepoa Godwin & Bond, 2021
- Ummidia quijichacaca Godwin & Bond, 2021
- Ummidia richmond Godwin & Bond, 2021
- Ummidia riverai Godwin & Bond, 2021
- Ummidia rodeo Godwin & Bond, 2021
- Ummidia rongodwini Godwin & Bond, 2021
- Ummidia rosillos Godwin & Bond, 2021
- Ummidia rugosa (Karsch, 1880)
- Ummidia salebrosa (Simon, 1892)
- Ummidia solana Echeverri, Gómez Torres, Pinel & Perafán, 2023
- Ummidia sukuhpaya Cubas-Rodríguez, Brown & Sherwood, 2024
- Ummidia tibacuy Godwin & Bond, 2021
- Ummidia timcotai Godwin & Bond, 2021
- Ummidia tunapuna Godwin & Bond, 2021
- Ummidia varablanca Godwin & Bond, 2021
- Ummidia waunekaae Godwin & Bond, 2021
- Ummidia yojoa Godwin & Bond, 2021
- Ummidia zebrina (F. O. Pickard-Cambridge, 1897)
- Ummidia zilchi Kraus, 1955

Selon World Spider Catalog (version 23.5, 2023) :
- † Ummidia damzeni Wunderlich, 2000
- † Ummidia malinowskii Wunderlich, 2000

## Systématique et taxinomie
Ce genre a été décrit par Thorell en 1875 dans les Theraphosidae. Il est placé dans les Halonoproctidae par Godwin, Opatova, Garrison, Hamilton et Bond en 2018.
Pachylomerus Ausserer, 1871 préoccupé par Pachylomerus Bertolini, 1849, remplacé par Pachylomerides par Strand en 1934, a été placé en synonymie par Roewer en 1955.
Sterrhochrotus a été placé en synonymie par Decae, Mammola, Rizzo et Isaia en 2019.

## Publication originale
- Thorell, 1875 : « Diagnoses Aranearum Europaearum aliquot novarum. » Tijdschrift voor Entomologie, vol. 18, p. 81-108 (texte intégral).